# بخش بروکفیلد (شهرستان ترامپول، اوهایو)
بخش بروکفیلد (به انگلیسی: Brookfield Township) یک منطقهٔ مسکونی در ایالات متحده آمریکا است که در شهرستان ترامبل، اوهایو واقع شده‌است.
 بخش بروکفیلد ۶۳٫۹ کیلومتر مربع مساحت و ۱۰٬۰۲۰ نفر جمعیت دارد و ۳۲۴ متر بالاتر از سطح دریا واقع شده‌است.